# ミック・ロンソン
ミック・ロンソン（Mick Ronson、1946年5月26日 - 1993年4月29日）は、イングランドのロック・ギタリスト、音楽プロデューサー。デヴィッド・ボウイ、イアン・ハンター等との活動で有名。
「ローリング・ストーンの選ぶ歴史上最も偉大な100人のギタリスト」において2003年は第64位、2011年の改訂版では第41位。

## 来歴
ヨークシャー州の工業港町キングストン・アポン・ハルの労働者階級の家に生まれる。家庭は赤貧状態で、小さな長屋で育ったという。しかし教育熱心で音楽の教養を重視した両親の考えにより、ピアノ、アコーディオン、リコーダー、ヴァイオリン等の様々な楽器を習った。幼少期の夢はチェリストだったが、アメリカのギタリストのデュアン・エディ（Duane Eddy）を聴いてギタリストに転向した。ロンソンにはデュアンがエレキギターで出す低音がチェロのように聞こえた。
地元のマリナーズやキングビーズといったローカルバンドに参加。やがて10代半ばでロンドンに移住し、さまざまなバンドを転々とする。日中は自動車工場で生活費を稼ぎ、夜はバンド活動を行う生活をしていたが、レコード契約も得られず生活の行き詰まりを理由に65年に故郷のハルにもどる。1967年頃、地元ハルで活動していたザ・ラッツに加入。彼の粗削りだが非凡な演奏が話題になり、バンド演奏もロンソンのギターをフィーチャーする形でR&B調からハードなものへと変化し、地元で人気を博す。やがて1969年にはラッツを辞め、ハル私営公園課の「庭師」になり、ミュージシャン時代に抱えた、機材購入等による多額の借金の返済をしながら生活する日々を送る。
当時、元ザ・ラッツのドラマーだったジョン・ケンブリッジが音楽プロデューサーのトニー・ヴィスコンティを介してデヴィッド・ボウイのバンドに参加することになった。ケンブリッジからの誘いでロンソンもアルバム『世界を売った男』（1971年）に参加。その後自分のバンドで活動しようとするが、ボウイに引き留められ、『ハンキー・ドリー』（1971年）から『ピンナップス』（1973年）に至るまで、ボウイのレコーディングやライブをサポートした。当時のボウイのバック・バンドはスパイダーズ・フロム・マースと呼ばれた。また1972年にはボウイと共同で、ルー・リードの作品『トランスフォーマー』をプロデュース。1973年、スパイダーズ・フロム・マーズのメンバーとして、ボウイ初の日本公演に同行した。
1974年、18か月間の活動後、ボウイと袂を分かち、スパイダーズ・フロム・マースのメンバーを従えて、初のソロ・アルバム『SLAUGHTER ON 10TH AVENUE』を制作・発表。続いてモット・ザ・フープルに加入。『Saturday Gigs』をシングルで発表してヨーロッパ・ツアーを行うが、ほどなく中心人物のイアン・ハンターともどもモット・ザ・フープルを「脱退」。彼はハンターのソロ・アルバム『IAN HUNTER』（1975年）にギターとプロデュースで参加し、並行してアルバム『PLAY DON'T WORRY』（1975年）を制作・発表。同アルバムは存命中の最後のソロ・アルバムとなった。
1975年秋、ハンターに紹介されたボブ・ディランから伝説のコンサート・ツアー『ローリング・サンダー・レヴュー』のサポート・メンバーに抜擢された。70年代後半にはグレン・マトロックのリッチ・キッズのプロデュースを担当した。
1979年から1981年までは再びハンターと共に活動。その後はセッション・プレイヤーや音楽プロデューサーとして「リサ・ダルベロ」やモリッシーらのレコードを制作した。1989年にはハンターと共にハンター=ロンソン・バンド名義で『YUI ORTA』を発表している。
1991年頃、肝臓癌の告知を受けるが、音楽活動を諦めなかった。モリッシー『ユア・アーセナル』のプロデュース、ワイルドハーツ『アースVSワイルドハーツ』へのゲスト参加に加え、フレディ・マーキュリー追悼コンサートでは旧友のボウイと共演し、ボウイの『ブラック・タイ・ホワイト・ノイズ』にもゲスト参加する。また新作も制作していたが、完成前の1993年4月29日に死去した。享年46歳。
ロンソンの死後、音楽界の友人たちは彼の人柄について「誠実」「謙虚」と証言している。翌1992年、彼が録りためていた音源が遺作『ヘヴン・アンド・ハル』として発表された。同作にはボウイやハンターといった旧友に加えて、ジョー・エリオット（デフ・レパード）、クリッシー・ハインド（プリテンダーズ）、ジョン・メレンキャンプ等が参加。
2017年、ドキュメンタリー映画『ビサイド・ボウイ　ミック・ロンソン・ストーリー』が公開された。

## ディスコグラフィ
ソロ・アルバム
- スローター・オン・10th・アベニュー - Slaughter On 10th Avenue（1974年）
- プレイ・ドント・ウォリー - Play Don't Worry（1975年）
- ヘヴン・アンド・ハル - Heaven And Hull（1994年）
- ジャスト・ライク・ディス - Just Like This（1999年）
- ライヴ～ショウタイム - Showtime（1999年）
- インディアン・サマー - Indian Summer（2000年）

ハンター=ロンソン・バンド
- 双子座伝説 - Ian Hunter (1975年)
- バイオレンスの扇動者 - You're Never Alone With A Schizophrenic (1979年)
- ウェルカム・トゥ・ザ・クラブ - Welcome to the Club (1980年)
- 双璧のアウトサイダー - Short Back 'n' Sides (1981年)
- 孤独のハンター - All of the Good Ones Are Taken (1983年)
- 一匹狼 - Yui Orta（1989年）
- ライヴ・イン・コンサート - BBC Live in Concert（1995年）
- ミッシング・イン・アクション - Missing In Action (2000年)

デヴィッド・ボウイ
- 世界を売った男 - The Man Who Sold The World（1971年）
- ハンキー・ドリー - Hunky Dory（1971年）
- ジギー・スターダスト - Ziggy Stardust（1972年）
- アラジン・セイン - Aladdin Sane（1973年）
- ピンナップス - Pin Ups（1973年）
- ブラック・タイ・ホワイト・ノイズ - Black Tie White Noise（1993年）

ザ・ラッツ
- バーニー・グリップルストーンの上昇と下降、そしてハルから来たネズミの群 - The Rise And Fall Of Bernie Gripplestone And The Rats From Hull（1998年）

## 映画
- 『ビサイド・ボウイ　ミック・ロンソン・ストーリー』（2017年）